# ジヒドロカバイン
ジヒドロカバイン (Dihydrokavain) は、カヴァに含まれる6つの主なカヴァラクトンのうちの1つである。ひよこを用いた研究により、カヴァの持つ抗不安薬作用に大きく貢献していると見られている。